# Rotebro
Rotebro es un barrio o suburbio ubicado en la parte norte de la comuna de Sollentuna en la región de Estocolmo (Suecia).
En esta pequeña localidad se encuentra la única fábrica de levadura de Suecia y la más grande de la península de Escandinavia.
La industria fue erigida en Rotebro en 1890.
El nombre Rotebro viene de la palabra "bro", que significa puente. Se dice que antiguamente había un puente que conectaba los lagos Norrviken y Edsjön. En Rotebro hay restos de un fuerte donde tuvo lugar la batalla de Rotebro. En este lugar fue Sten Sture derrotado por el ejército danés de Juan I de Dinamarca.
Con la construcción de la línea de ferrocarril entre Estocolmo y Upsala prosperó la comunidad y Rotebro tuvo la primera estación de tren en la municipalidad de Sollentuna.
La línea de tren divide Rotebro entre los barrios de Rotsunda y Gillbo.
En Rotebro también hay un club de Golf.
Christer Pettersson, principal sospechoso del asesinato de Olof Palme, vivió durante un tiempo en Rotebro, en la calle Kung Hans väg.
- Datos: Q3354585
- Multimedia: Rotebro / Q3354585